# Charlton Automatic Rifle
A Charlton Automatic Rifle (magyarul Charlton önműködő puska) egy teljesen automata változata volt a Lee-Enfield puskának, melyet az új-zélandi Philip Charlton tervezett 1941-ben, hogy helyettesítse a Bren és Lewis könnyű géppuskákat, melyek utánpótlása igen nehéz volt akkoriban.
Az eredeti Charlton önműködő puskákat elavult Lee-Metford és Lee-Enfield puskák átalakításával hozták létre, még a búr háborúk idején; a fegyvert öntöltő puskának szánták, ami automata tüzelésre is képes, amely tulajdonságot csak vészhelyzet esetén használnak. Ez a fegyver a Lee-Enfield 10 töltényes tárjait használta.
A Charltonnak két változata létezett: az egyik az új-zélandi változat, melyet a hastingsi Charlton Motor Workshops-nál terveztek és gyártottak, a másikat az ausztráliai Electrolux gyártotta az SMLE Mk III*-at felhasználva. A két típus külsőre különbözött (többek között az új-zélandi Charltonnak volt egy elülső pisztolymarkolata és egy villaállványa, amíg az ausztráliai változatnál elhagyták ezeket a súlycsökkentés és a letisztult megjelenés érdekében, de ugyanazt a működtető mechanizmust használták).
Hozzávetőleg 1500 Charlton önműködő puska készült Új-Zélandon, és majdnem az összes megsemmisült egy tűzben a Palmerston North szolgálati raktárban, nem sokkal a második világháború után.
Egy példány az Új-Zélandon gyártott Charlton önműködő puskából a londoni Birodalmi Hadi Múzeumban van kiállítva, egy másik pedig az új-zélandi Waiouru Hadi Múzeumban, illetve még egy az ausztráliai Bandiana Hadi Múzeumban.

## Fordítás
- Ez a szócikk részben vagy egészben  a   Charlton Automatic Rifle című angol Wikipédia-szócikk ezen változatának fordításán alapul.  Az eredeti cikk szerkesztőit annak laptörténete sorolja fel. Ez a jelzés csupán a megfogalmazás eredetét és a szerzői jogokat jelzi, nem szolgál a cikkben szereplő információk forrásmegjelöléseként.